# Гентские праздники

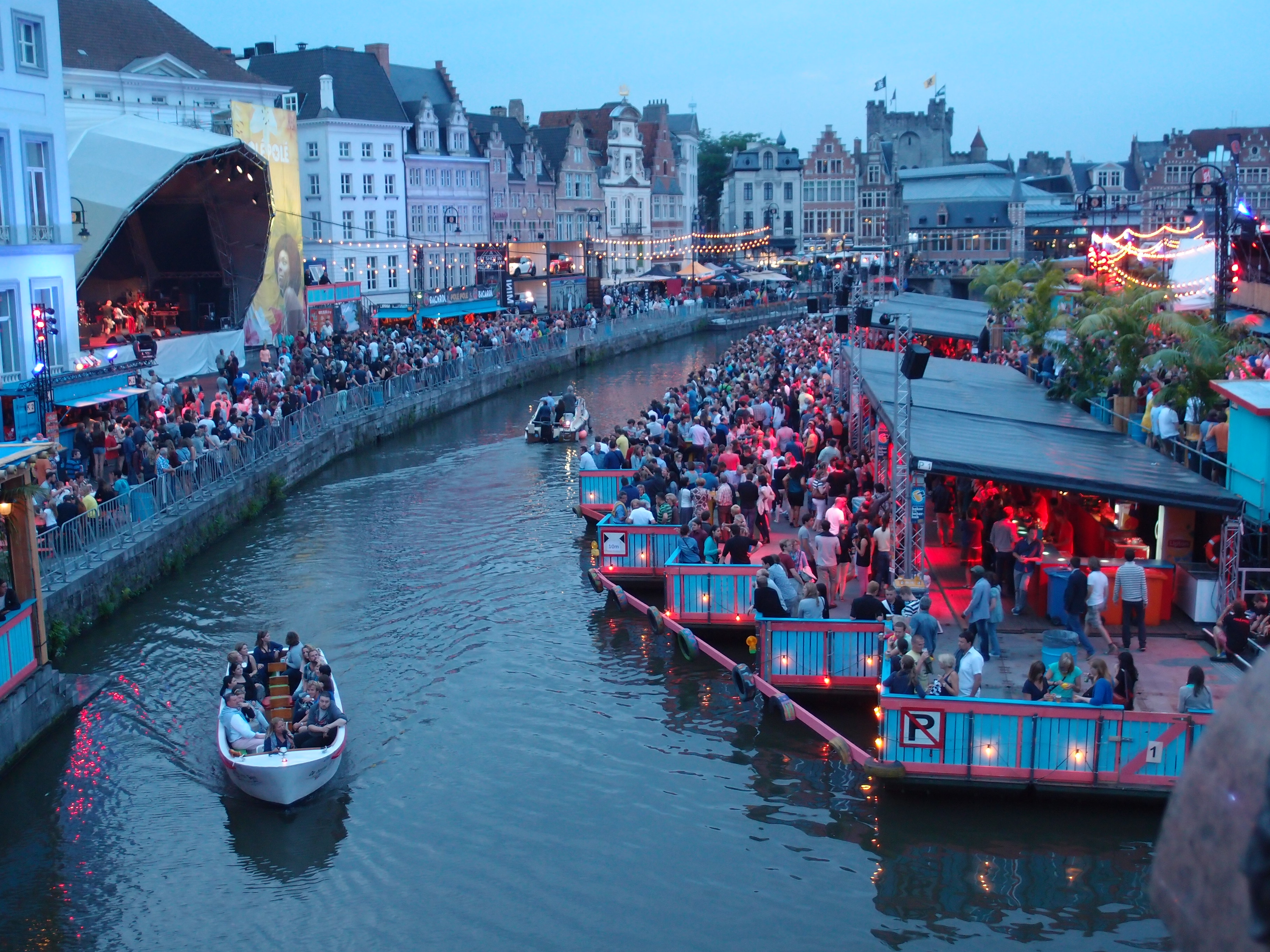
Празднования в июле 2014 года

Фестиваль «Гентские праздники» (нидерл. Gentse Feesten) — народный культурный фестиваль, который ежегодно проходит в центре Гента начиная с 1843 года. В 2009 году фестиваль посетило больше полутора миллиона человек.

## История
История «Гентских праздников» начинается в XIX веке. Тогда каждый район Гента отмечал свои праздники по воскресеньям. Люди пели народные песни, танцевали и пили много пива. Из-за этого в понедельник многие из них с большим трудом добирались до работы. Чтобы бороться с «прогулами», городское управление Гента в 1843 году решило объединить все праздники в одну «общую ярмарку», которая проходит один раз в год. Вначале аристократия и народ праздновали отдельно, но через некоторое время ярмарка стала одним большим народным праздником.
Во время Первой и Второй мировых войн популярность «Гентских праздников» упала. В конце 1960-х гг. определённые группы в обществе, в первую очередь хиппи, вдохнули новую жизнь в «Гентские праздники». Они собирались на площади Святого Иакова и играли музыку. Этот праздник пользовался большим успехом. Поэтому 1969 год считается новым началом «Гентских праздников». В 1970—1980-х годах Гентские праздники продолжали пользоваться успехом: каждый год сто тысяч посетителей приезжали в Гент.
В 1990-х годах городское управление Гента решило обращать больше внимания на культурную программу праздников. Праздники становились всё популярнее и количество мероприятий росло.

## Программа
Программа «Гентских праздников» включает разные виды мероприятий: музыкальные концерты, уличные театры, детские «анимации» и т. д. Мероприятия в основном бесплатные, но проходят и 4 платных фестиваля.

### Платные фестивали
- Фестиваль уличных театров «MiramirО»
- Фестиваль электронной музыки «10 Days Off» (музыка техно и различные стили ночных танцевальных клубов).
- Джазовый фестиваль «Gent Jazz Festival» (классический джаз и джазовый авангард). В 2009 году фестиваль посетило 35 тысяч человек.
- Международный фестиваль марионеток «Puppetbuskers».

### Бесплатные концерты
- Набережные Граслей и Коренлей: фестиваль «Полэ Полэ» (Polé Polé) — музыка диско и соул.

- Площадь Святого Бавона: музыкальные выступления в историческом центре города, между гентской колокольней и кафедральным собором Святого Бавона.

- Площадь Святого Иакова: здесь выступают группы альтернативного рока, звучит музыка разных народов, выступают кабаре и играют диджеи.